# Rhipidocerus australasiae
Rhipidocerus australasiae là một loài bọ cánh cứng trong họ Cerambycidae.